# 1610 en littérature
| Années de la littérature : 1607 - 1608 - 1609 - 1610 - 1611 - 1612 - 1613    |
| Décennies de la littérature : 1580 - 1590 - 1600 - 1610 - 1620 - 1630 - 1640 |

Cet article présente les faits marquants de l'année 1610 en littérature.

## Évènements
- 7 septembre : Lope de Vega achète une maison à Madrid[1].

- Abusé par le mystificateur éthiopien Jean Balthazar, le dominicain Luis de Urreta publie à Valence deux ouvrages sur le royaume du prêtre Jean, une histoire ecclésiastique de l'Éthiopie (1610) et une histoire des Frères prédicateurs en Éthiopie, imprimée en 1611, dans lesquels il prétend que les Éthiopiens sont de longue date de « bons catholiques » et que les dominicains étaient présents en Éthiopie avant les jésuites. Ces affirmations sont à l'origine d'une controverse, et finalement réfutées par le jésuite Pedro Páez, auteur d'une Historia da Etiopia[2],[3].

## Parutions
- Charles Loyseau, Traité des ordres et simples dignités, Paris, Abel l'Angelier, 1610 (présentation en ligne), qui décrit la séparation des trois ordres.
- Hugo Grotius, Liber de antiquitate reipublicae Batavicae, Leiden, Franciscus Raphelengius, 1610 ( « L’Antiquité de la République batave »)[4].

- Publication de Arte y reglas de la lengua tagala, la première grammaire en tagalog, du dominicain espagnol écrit par Francisco Blancas de San Jose, imprimée au Bataan au Philippines par Tomás Pinpin[5].

- Pierre de Deimier, Académie de l’art poétique, Paris, Jean de Bordeaux, 1610 (présentation en ligne).

### Ouvrages religieux
- Luis de Urreta, Historia eclesiastica y politica, natural y moral, de los grandes y remotos Reynos de la Etiopia, monarchia del Emperador, llamado Preste Juan de las Indias, Valence, casa de Pedro Patricio Mey, 1610 (présentation en ligne)
- Roberto Bellarmino, De potestate summi Pontificis in rebus temporalibus, Roma, Bartholomaei Zannetti, 1610, « Traité de l'autorité du Souverain Pontife dans les choses temporelles », du cardinal jésuite Robert Bellarmin.
- Libro de las Fundaciones de las Hermanas Descalças Carmelitas (« Les Fondations »), ouvrage autobiographique de Thérèse d'Avila, première édition réalisée à Bruxelles par les soins d'Anne de Jésus et de Jérôme Gratien.
- 1610-1613 : Henry Savile édite à Eton à ses frais les œuvres complètes de Jean Chrysostome en huit volumes, imprimées en grec par John Norton[6].

## Naissances
- 4 juillet : Paul Scarron, écrivain français († 1660).

- François Eudes de Mézeray, historien et historiographe français († 1683).